# كيوشي تانابي
كيوشي تانابي (مواليد 10 أكتوبر 1940) هو ملاكم ياباني، مثّل بلاده في الألعاب الأولمبية الصيفية 1960.

## روابط خارجية
كيوشي تانابي على موقع بوكس ريك (الإنجليزية) (registration required)
- كيوشي تانابي على موقع أوليمبيديا (الإنجليزية)